# Арнасай (Туркестанская область)
Арнасай — бывший посёлок в Казахстане. Относился к Шардаринскому району Туркестанской области. Населённый пункт был полуанклавом (полуэксклавом), так как после делимитации и демаркации границы между Казахстаном и Узбекистаном с трёх сторон граничил с Узбекистаном, а четвёртая его сторона примыкала к Чардаринскому водохранилищу.
Расстояние до Мактааральского района — 15 километров, до Шардаринского — 18 километров. Население анклава — 0 человек.
Арнасай являлся камнем преткновения в казахско-узбекских отношениях. Попытки Узбекистана выкупить земли анклава не увенчались успехом. В результате в 2010 году жители были переселены на «большую землю», а посёлок прекратил своё существование.